# Kreis Dolj

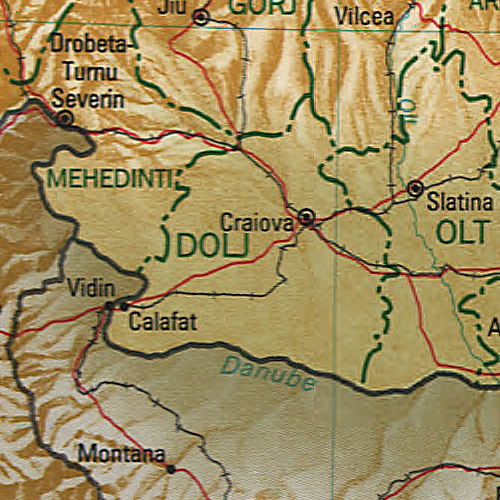
Karte des Kreises Dolj

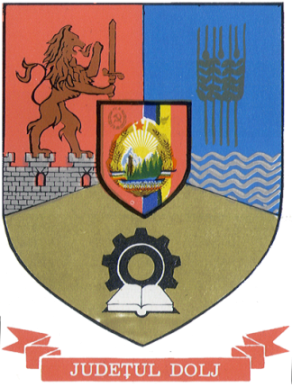
Wappen des Kreises Dolj, zur Zeit des Realsozialismus

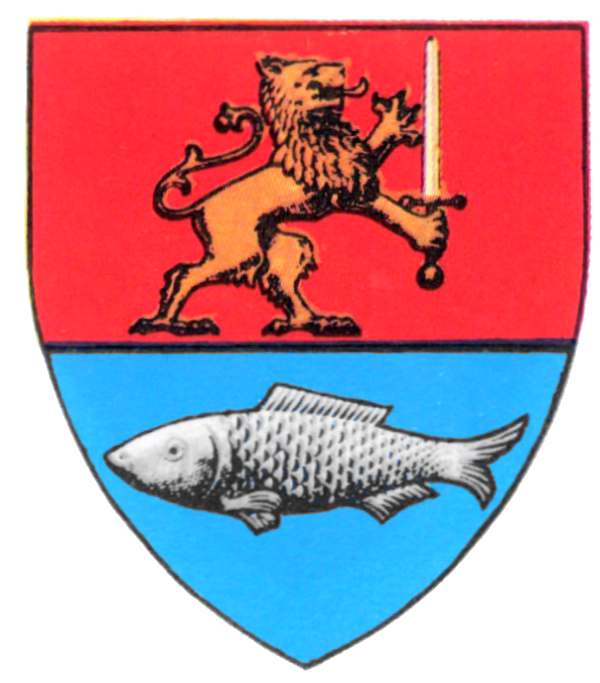
Wappen des Kreises Dolj, in der Zwischenkriegszeit

Dolj [dolʒ] (Ausspracheⓘ) ist ein rumänischer Kreis (Județ) in der Region Walachei mit der Kreishauptstadt Craiova. Seine gängige Abkürzung und das Kfz-Kennzeichen sind DJ.
Der Kreis Dolj grenzt im Norden an die Kreise Gorj und Vâlcea, im Osten an den Kreis Olt, im Süden sowie Südwesten an Bulgarien und im Westen und Nordwesten an den Kreis Mehedinți.

## Demographie
Im Jahr 2002 hatte der Kreis 734.823 Einwohner und eine Bevölkerungsdichte von 99 Einwohnern pro km².
2011 hatte der Kreis Dolj 660.544 Einwohner somit eine Bevölkerungsdichte von 89 Einwohnern pro km².

## Geographie
Der Kreis hat eine Gesamtfläche von 7414 km², dies entspricht 3,11 % der Fläche Rumäniens. Im Süd-Südwesten Rumäniens gelegen, befindet sich der Kreis Dolj im Süden der Kleinen Walachei und umfasst ein Gebiet der Donauebene (30 m) bis in die Amaradia-Berge (350 m). Im Süden grenzt der Kreis ab dem Gebiet der Gemeinde Cetate bis zu dem der Kleinstadt Dăbuleni auf etwa 150 Kilometer an die Donau; in nord-südlicher Richtung wird er vom Fluss Jiu (Schil) auf 154 Kilometer durchquert. Größere Seen des Kreises Dolj sind der Bistreț, Fântâna Banului, Maglavit, Golenti und der Ciuperceni.

## Städte und Gemeinden
Der Kreis Dolj besteht aus offiziell 386 Ortschaften. Davon haben sieben den Status einer Stadt, 104 den einer Gemeinde und die übrigen sind administrativ den Städten und Gemeinden zugeordnet.

### Größte Orte
| Stadt/Gemeinde            | Einwohner |
| ------------------------- | --------- |
| Craiova                   | 234.140   |
| Băilești                  | 015.928   |
| Filiași                   | 015.031   |
| Calafat                   | 013.807   |
| Dăbuleni                  | 010.333   |
| Poiana Mare               | 009.047   |
| Sadova                    | 008.361   |
| Malu Mare                 | 007.548   |
| Segarcea                  | 007.356   |
| Podari                    | 006.949   |
| Moțăței                   | 005.920   |
| Șimnicu de Sus            | 005.733   |
| Călărași                  | 005.195   |
| Amărăștii de Jos          | 005.132   |
|                           |           |
| Bechet                    | 004.355   |
| (Stand: 1. Dezember 2021) |           |